# Michel Temer
Michel Miguel Elias Temer Lulia (født 23. september 1940) er en brasiliansk advokat, digter og politiker, som var Brasiliens 37. præsident fra august 2016 til 31. december 2018, hvor han blev efterfulgt af Jair Bolsonaro. Han tiltrådte som fungerende præsident efter Dilma Rousseff blev suspenderet af senatet i maj 2016.
Han tiltrådte som vicepræsident efter at have stået som makker af Partido dos Trabalhadores' kandidat Dilma Rousseff i valget i 2010.
Temer deltog som fungerende præsident i åbningsceremonien af Sommer-OL 2016 i Rio de Janeiro.

## Priser og anerkendelse
Temer har været modtager af forskellige udenlandske hædersbevisninger, herunder:
| Dekoration | Dekoration              | Land    | Note                                                                                             |
| ---------- | ----------------------- | ------- | ------------------------------------------------------------------------------------------------ |
|            | Storkorset af Dannebrog | Danmark | Bidrag til kunst, videnskab eller erhvervsliv eller for dem, der arbejder for danske interesser. |
|            | Æreslegionen            | France  | Fransk orden for fortjeneste.                                                                    |